# Cathedral of the Holy Trinity (Québec)

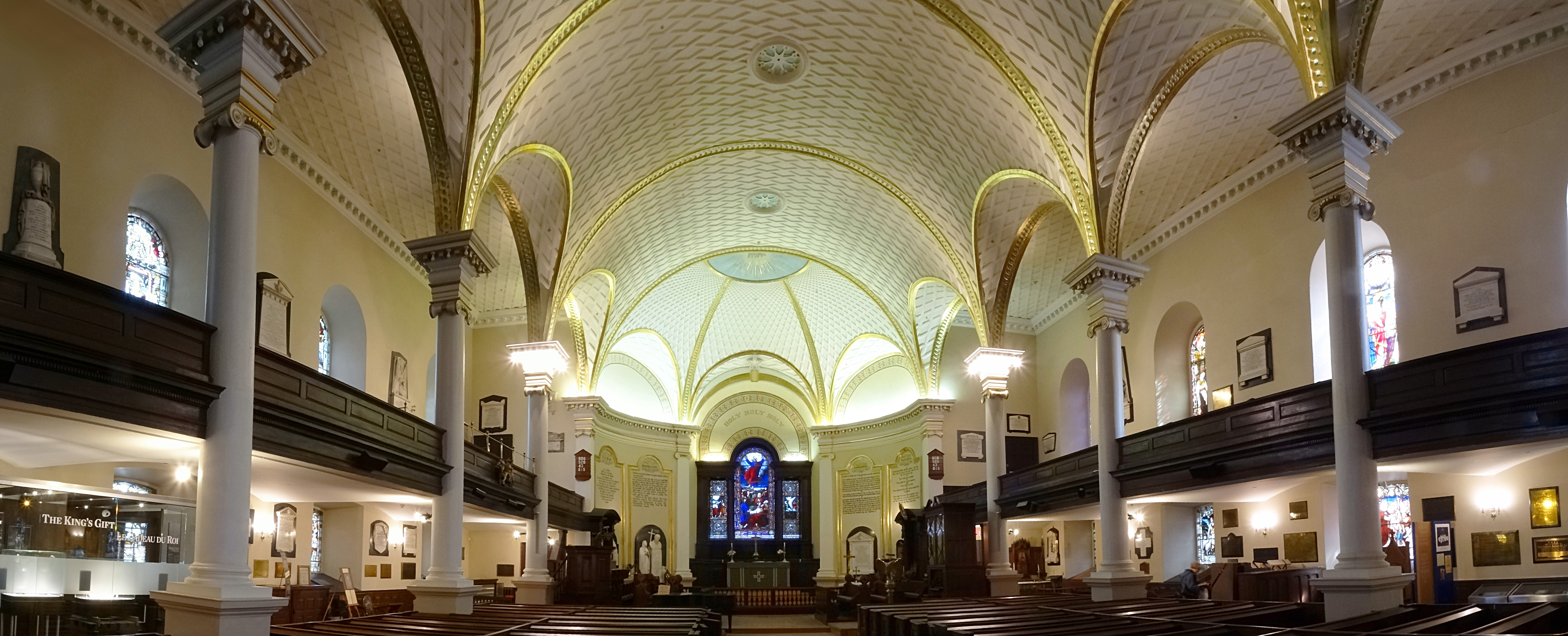
Innenraum-Panorama

Die Kathedrale der Heiligen Dreieinigkeit (englisch Cathedral of the Holy Trinity, französisch Cathédrale de la Sainte-Trinité) ist eine Kathedrale in der kanadischen Stadt Québec. Sie ist Sitz der Diözese Québec der Anglikanischen Kirche von Kanada. Das Gebäude steht an der Place d’Armes in der Oberstadt und wurde in den Jahren 1800 bis 1804 im Stil des Palladianismus erbaut. Seit 1989 ist die Kathedrale als nationale historische Stätte klassifiziert, sie ist auch als Kulturgut der Provinz Québec geschützt.

## Geschichte
Nach der Eroberung der Stadt im Jahr 1759 nutzten die Briten zunächst die ehemalige Kapelle des Franziskanerklosters. Die britische Krone strebte danach, den Anglikanismus zu verbreiten und gründete 1793 die Diözese Québec. Der erste Bischof war Jacob Mountain, ernannt durch König George III. mittels Letters Patent. Das Kloster brannte 1796 vollständig nieder, woraufhin die Regierung ein Grundstück enteignete, um darauf eine Kathedrale errichten zu können. Die Architekten waren zwei Ingenieure der Royal Artillery, Captain William Hall und Major  William Robe. Sie orientierten sich dabei an der Kirche St Martin-in-the-Fields in London. Bauleiter waren der Maurer Edward Cannon und der Schreinermeister Jean-Baptiste Bédard. Die britische Krone übernahm die Baukosten und stellte die liturgischen Geräte zur Verfügung.
Die Bauarbeiten begannen 1800 und waren vier Jahre später abgeschlossen. Holy Trinity ist das erste Gebäude auf kanadischem Territorium, bei dem der Baustil des neoklassizistischen Palladianismus zur Anwendung gelangte; es übte einen großen Einfluss auf spätere Kirchenbauten in Québec aus. Die Londoner Whitechapel Bell Foundry stellte 1830 das aus acht Glocken bestehende Geläut her. Zwischen 1895 und 1897 wurden eine neue Empore und eine neue Kanzel eingebaut. Von 1991 bis 1993 wurde die Kathedrale umfassend renoviert.

## Gebäude
Der Grundriss des nüchtern wirkenden Gebäudes ist ein leicht verschobenes Rechteck (ein so genanntes Parallelepiped). Der Baukörper zeichnet sich durch seine strengen Linien aus, die einen deutlichen Kontrast zu den umliegenden, üppig dekorierten Bauwerken setzen. Darüber erhebt sich ein oktogonaler Glockenturm. Das Innere der Kirche ist dreischiffig, zwei ionische Säulenreihen tragen die gewölbte, mit Rautenmotiven geschmückte Decke. Der enge Chor mit dem Hauptaltar wird von zwei Sakristeien flankiert.

## Orgel

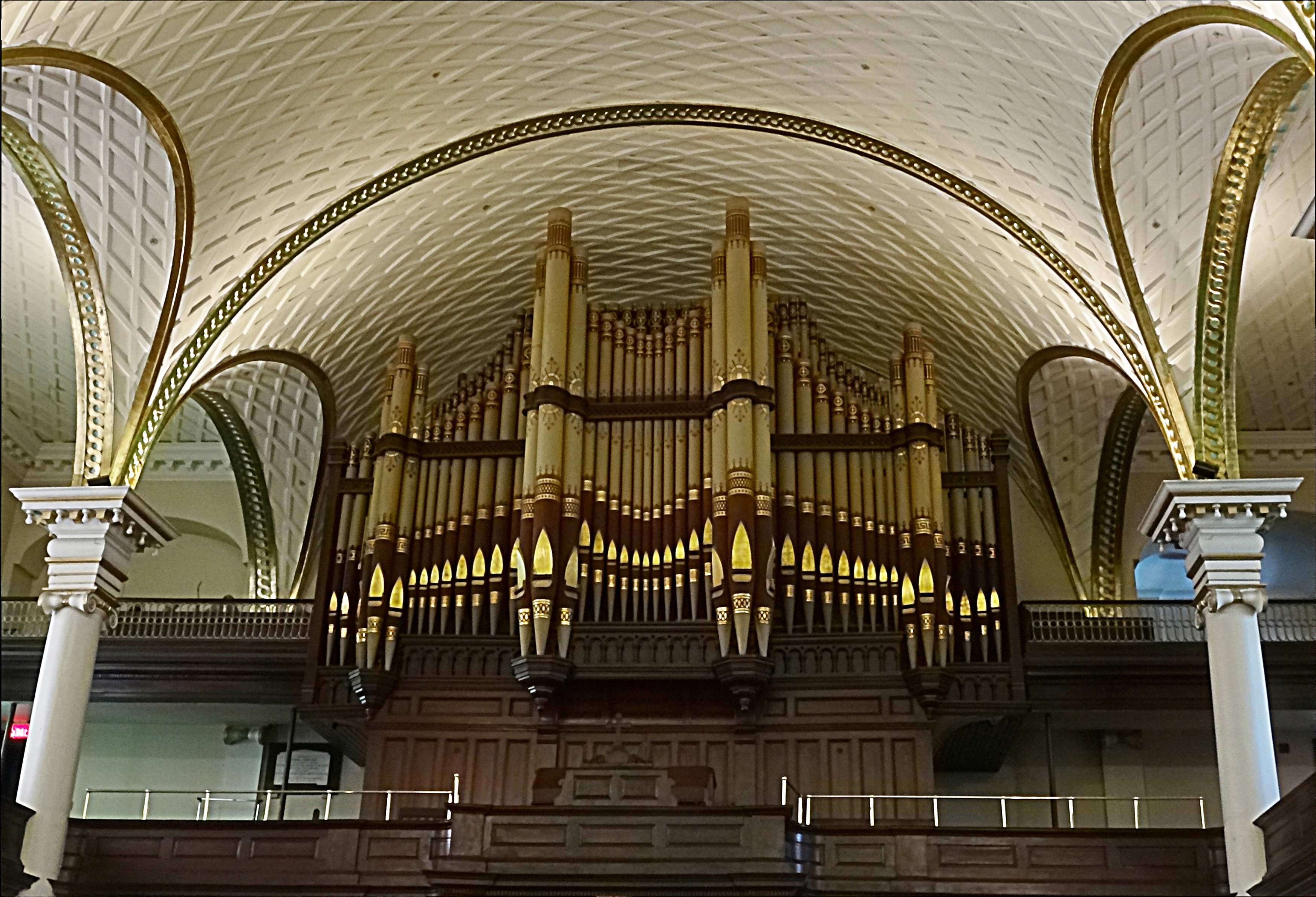
Prospekt der Casavant-Orgel

Die erste Orgel, ein Werk des renommierten Londoner Orgelbauers Thomas Elliot, wurde im Jahre 1804 installiert. 1847 wurde sie durch eine Orgel von Henry Bevington ersetzt, diese wiederum 1909 durch eine Casavant-Orgel. Zusätzlich verfügt die Kathedrale über eine Kammerorgel, die 2004 aus Anlass des 200. Jubiläums der Kathedrale installiert wurde. Sie war 1790 von England & Son gebaut worden und befand sich ursprünglich im Besitz des Arztes William Bagshawe aus Sheffield, der mit Joseph Haydn befreundet war. Diese Orgel wurde nach über zweihundert Jahren nach Kanada gebracht, dort restauriert und von einem anonymen Spender der Diözese geschenkt.

## Bilder

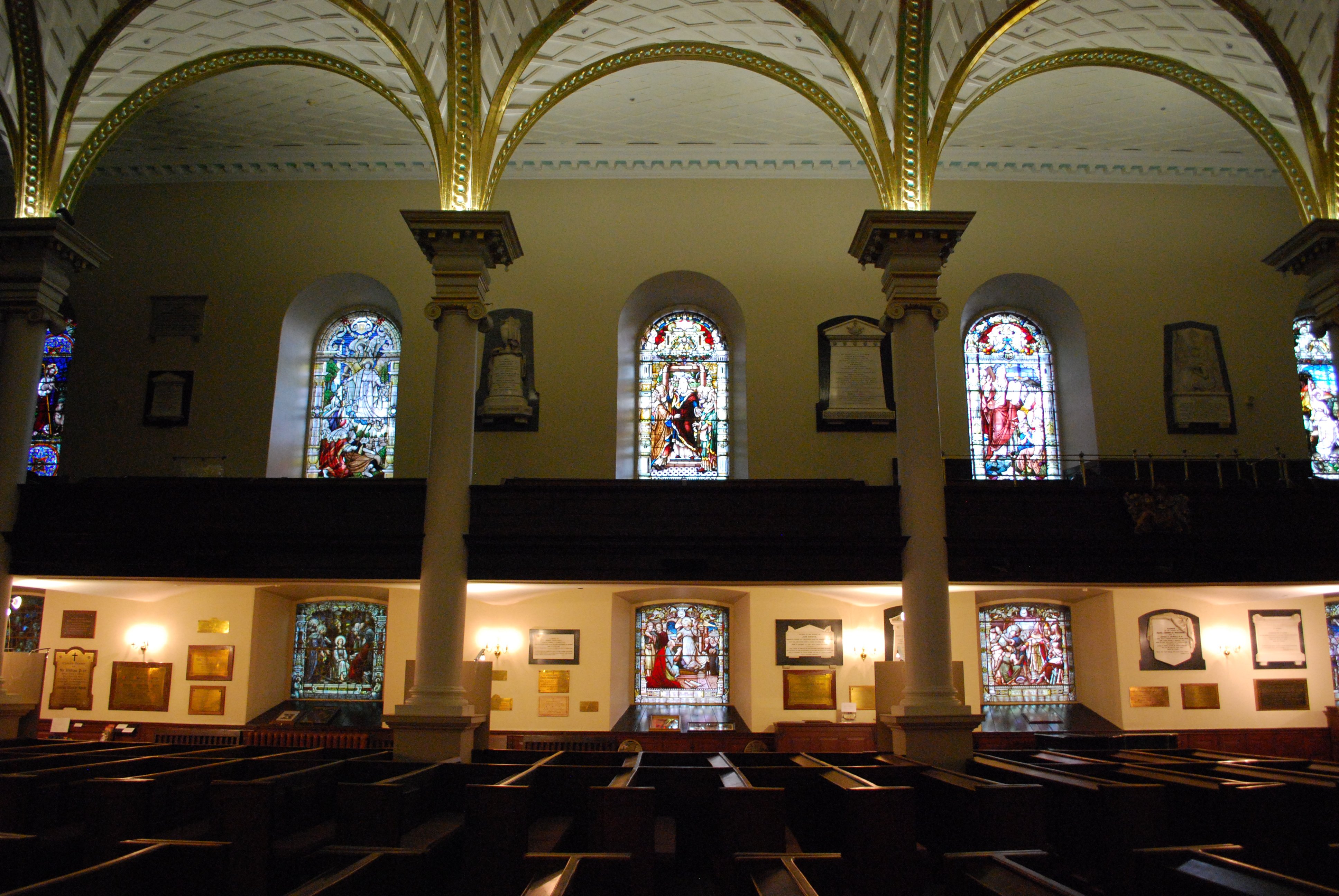
Seitenschiff
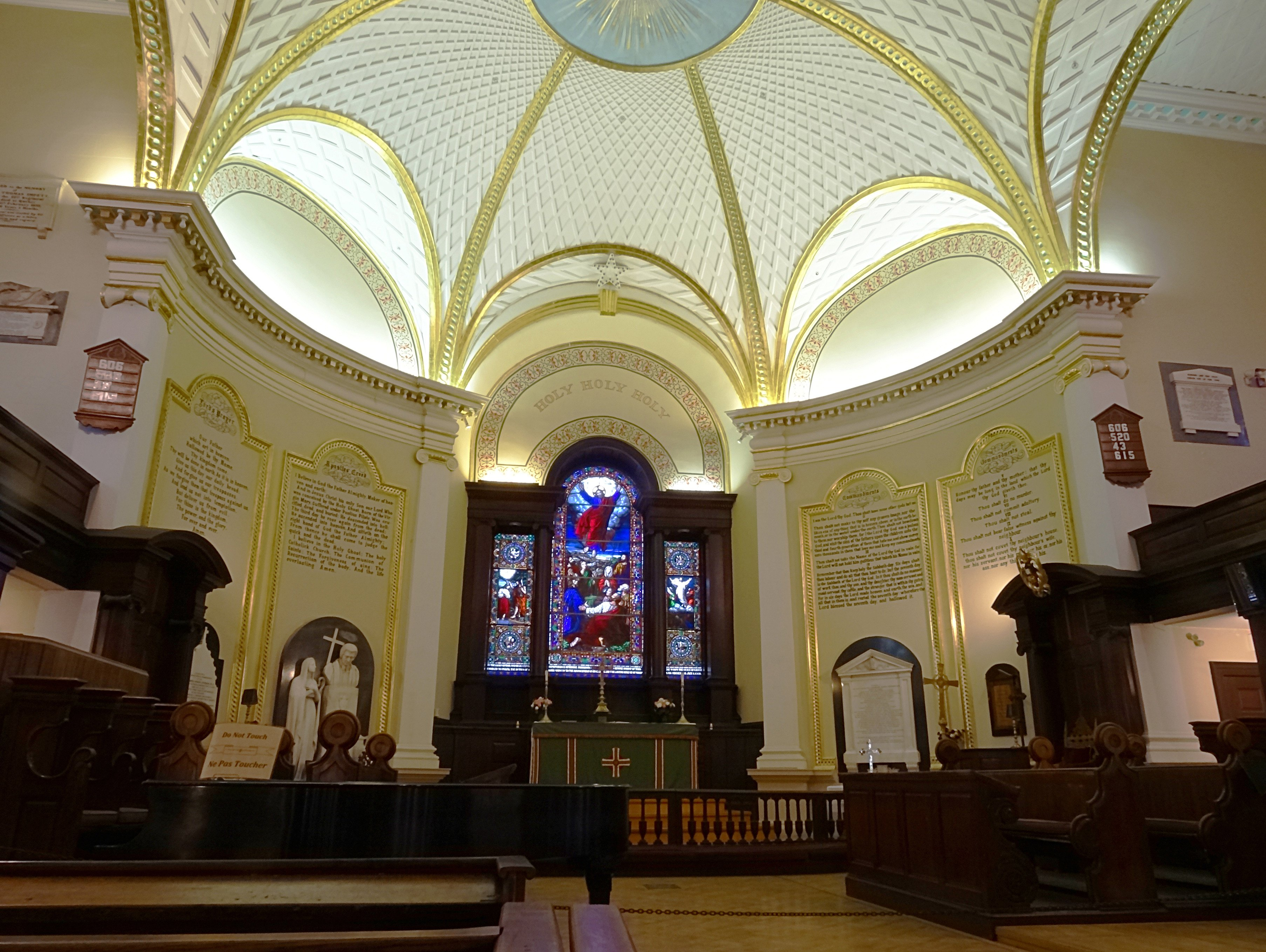
Altarbereich
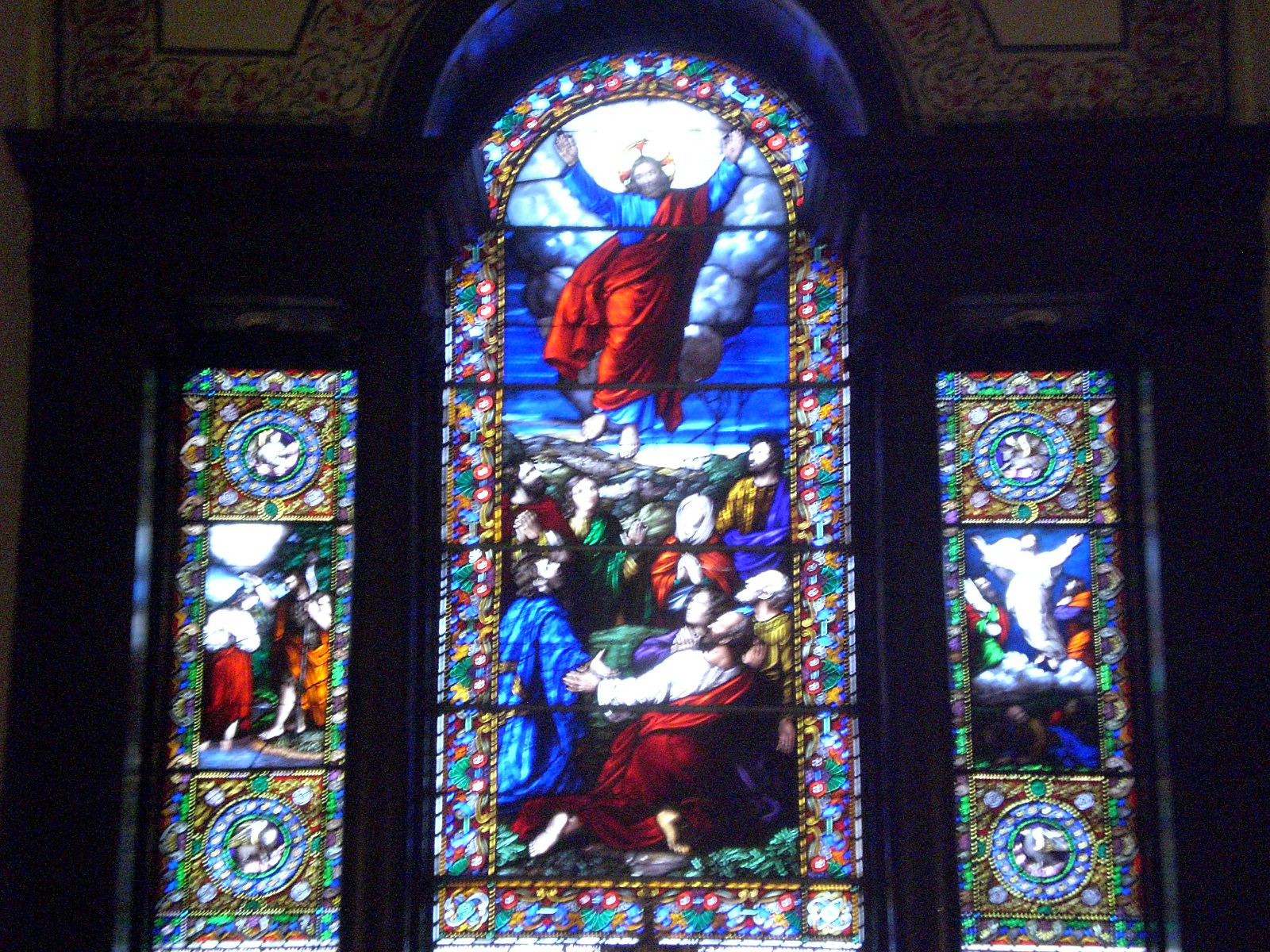
Hauptfenster